# Референдумы в Швейцарии (1884)
Референдумы в Швейцарии проходили 11 мая 1884 года. Все четыре предложения были отвергнуты избирателями.

## Избирательная система
Все четыре референдума были факультативными. Для одобрения таких референдумов достаточно большинства голосов избирателей.

## Результаты

### Вопрос 1. Департаменты юстиции и полиции
Должен ли быть введён федеральный закон об организации федеральных департаментов юстиции и полиции?
| Выбор                                | Голосов | %    |
| ------------------------------------ | ------- | ---- |
| За                                   | 149 729 | 41,1 |
| Против                               | 214 916 | 58,9 |
| Недействительных/пустых бюллетеней   | 16,495  | –    |
| Всего                                | 381 140 | 100  |
| Зарегистрированных избирателей/ Явка | 634 299 | 60,1 |
| Источник: Nohlen & Stöver            |         |      |

### Вопрос 2. Патентный налог
Одобряете ли Вы федеральную резолюцию по патентным налогам для работников торговли?.
| Выбор                                | Голосов | %    |
| ------------------------------------ | ------- | ---- |
| За                                   | 174 195 | 47,9 |
| Против                               | 189 550 | 52,1 |
| Недействительных/пустых бюллетеней   | 17,370  | –    |
| Всего                                | 381 115 | 100  |
| Зарегистрированных избирателей/ Явка | 634 299 | 60,1 |
| Источник: Nohlen & Stöver            |         |      |

### Вопрос 3. Уголовный кодекс
Одобряете ли Вы поправку в федеральный уголовный кодекс, сделанный 4 февраля 1853 года?
| Выбор                                | Голосов | %    |
| ------------------------------------ | ------- | ---- |
| За                                   | 159 068 | 44,0 |
| Против                               | 202 773 | 56,0 |
| Недействительных/пустых бюллетеней   | 19 146  | –    |
| Всего                                | 380 987 | 100  |
| Зарегистрированных избирателей/ Явка | 634 299 | 60,1 |
| Источник: Nohlen & Stöver            |         |      |